# Chapelton, Jamaica
Chapelton är en ort i Jamaica.   Den ligger i parishen Clarendon, i den centrala delen av landet, 50 km väster om huvudstaden Kingston. Chapelton ligger 271 meter över havet och antalet invånare är 4 514. Den ligger på ön Jamaica.
Terrängen runt Chapelton är huvudsakligen kuperad, men den allra närmaste omgivningen är platt. Runt Chapelton är det ganska tätbefolkat, med 207 invånare per kvadratkilometer. Närmaste större samhälle är May Pen, 13,4 km söder om Chapelton. Omgivningarna runt Chapelton är en mosaik av jordbruksmark och naturlig växtlighet.